# Lido (wyspa)
Lido (Lido di Venezia) – wyspa w Wenecji, oddzielająca Lagunę Wenecką od Adriatyku. Długość wyspy to około 12 km. Lido di Venezia zamieszkiwane jest przez niespełna 20 000 mieszkańców.
Na Lido znajdują się szerokie i piaszczyste plaże. W przeciwieństwie do historycznej części Wenecji, można tutaj przemieszczać się samochodami i autobusami, ale na samą wyspę można dotrzeć wyłącznie promem lub tramwajem wodnym vaporetto. Lido uchodzi za prestiżową dzielnicę miasta. Znajdują się tutaj modne kluby oraz pięciogwiazdkowe hotele. Przy głównej plaży znajduje się Grand Hotel Excelsior, w którym chętnie zatrzymują się gwiazdy filmowe w czasie odbywającego się tutaj co roku Międzynarodowego Festiwalu Filmowego w Wenecji. Festiwal ten także odbywa się na wyspie.
Na wyspie wypoczywali poeci i pisarze (m.in. George Gordon Byron i Thomas Mann). Hotel był także plenerem do filmu „Śmierć w Wenecji”. Przez ponad 100 lat funkcjonował tu także pięciogwiazdkowy Grand Hotel de Bains. W 2010 r. hotel został zamknięty. Planowane było jego przekształcenie w apartamenty, jednak od tamtej pory obiekt niszczeje.